# Mepachymerus lentus
Mepachymerus lentus är en tvåvingeart som först beskrevs av Charles Howard Curran 1928.  Mepachymerus lentus ingår i släktet Mepachymerus och familjen fritflugor. Inga underarter finns listade i Catalogue of Life.